# 大正大學
大正大学（平假名：、英语：Taisho University），是一所日本私立大学，位于东京都丰岛区西巢鸭3-20-1。

## 历史
成立于1926年，以佛教研究为主，简称“正大”。近期增設宗教學系。入門學費約為1150,000日元(含課程費，設備費，學費，教育補充費)。

## 大学部
- 佛教学院
  - 佛教學系
  - 宗教學系
  - 國際教養學系
- 人類學院
  - 社會福利學系
  - 人類環境學系
  - 人類教育學系
- 社會心理學院
  - 人類科學系
  - 臨床心理學系
- 文学院
  - 人文學系
  - 日本文學系
  - 歷史學系
- 表現學院
  - 出版學系
  - 傳播學系
  - 英語表達學系
  - 娛樂商業學系
  - 創意寫作學系
- 地域經濟學院
  - 地域經營學系